# Leproloma vouauxii
Leproloma vouauxii är en lavart som först beskrevs av Hue, och fick sitt nu gällande namn av J. R. Laundon. Leproloma vouauxii ingår i släktet Leproloma och familjen Stereocaulaceae.   Inga underarter finns listade i Catalogue of Life.
I den svenska databasen Dyntaxa används istället namnet Lepraria vouauxii för samma taxon.  Arten är reproducerande i Sverige.